# Stile Saz

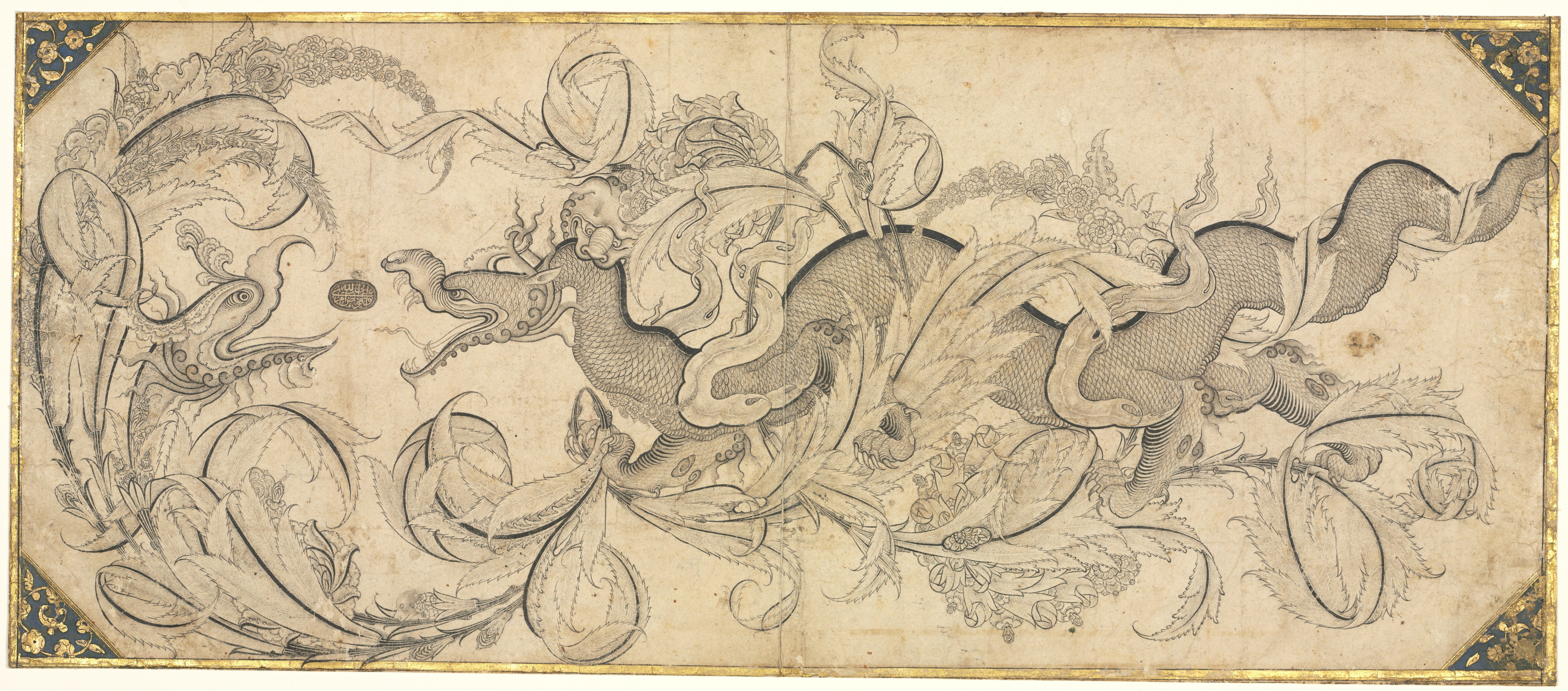
Questo disegno del drago impigliato nel fogliame vorticoso sotto l'attacco di un leone in alto mentre assale una fenice è "certamente il più grande capolavoro dello stile [saz]" ed è attribuito a Şahkulu. Cleveland Museum of Art

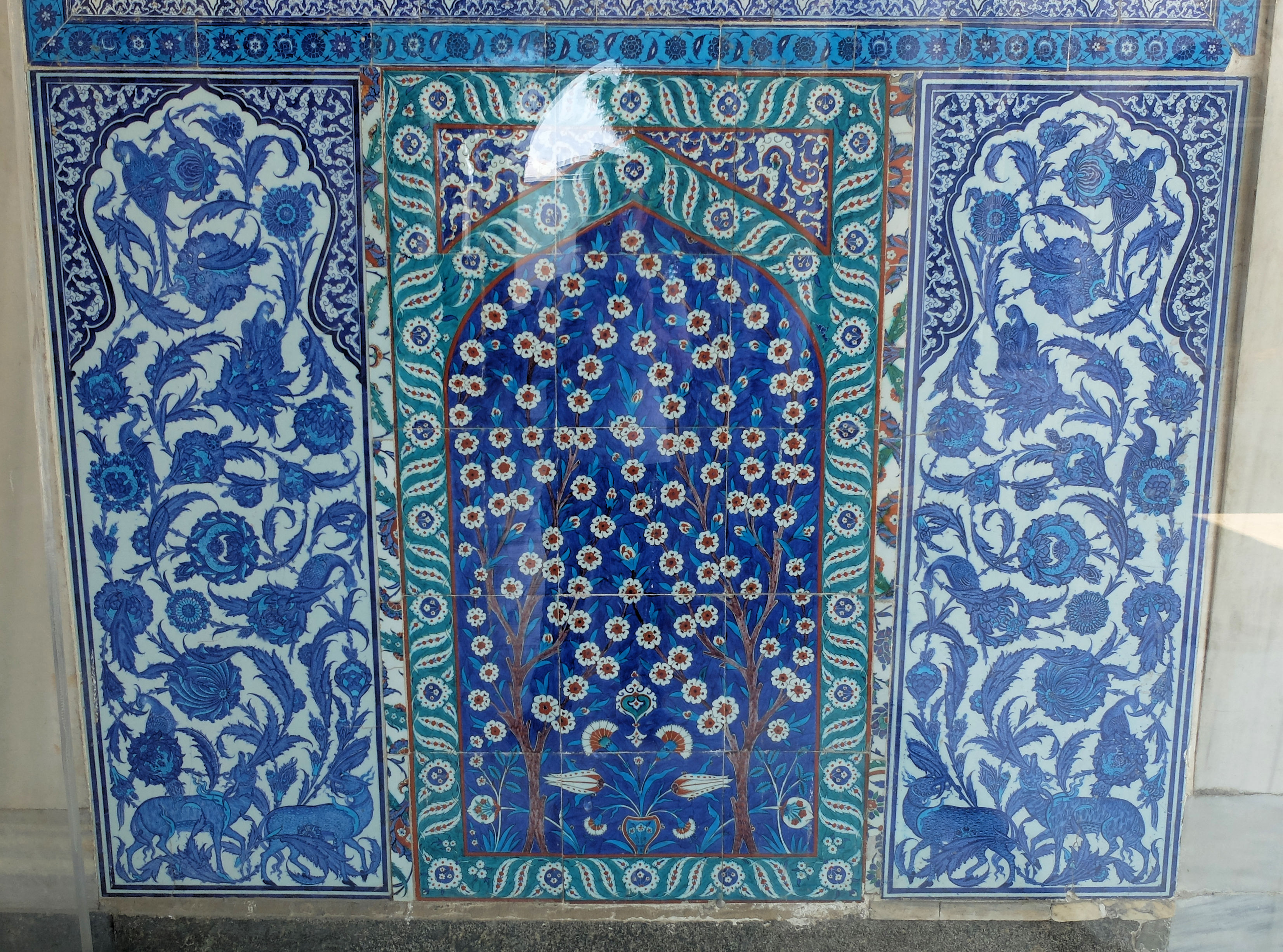
Le piastrelle che ricoprono la Sünnet Odasi (Sala della Circoncisione) nel Palazzo Topkapi sono considerate uno dei primi esempi dello stile saz. Caratterizzati da uccelli e qilin cinesi tra foglie di saz piumate, palmette di loto e rosette, riproducono disegni noti dagli album (muraqqa) e sono datati al 1530 circa per i motivi stilistici e tecnici. Questa stretta somiglianza tra lo stile saz praticato nella pittura dell'album e nella ceramica poteva essere raggiunta solo attraverso la stretta collaborazione tra ceramisti e disegnatori di corte (che è attestata nei libri contabili di corte del 1527-1528), e "i pannelli dipinti tradiscono la mano di un maestro, che potrebbe benissimo essere stato Şahkulu stesso".

Lo stile Saz (in turco saz yolu) è uno stile di ornamento vegetale ed è associato a uno stile artistico in uso nell'Impero ottomano del XVI secolo.

## Descrizione
Il saz era uno stile di ornamento vegetale popolare nelle arti decorative ottomane del XVI secolo, caratterizzato dall'uso di lunghe foglie piumate a dente di sega e fiori compositi. Allo stesso tempo, il saz è anche usato come nome per lo stile artistico, in cui l'ornamento saz era l'elemento base delle composizioni. Contrariamente allo stile storico più noto della pittura ottomana, lo stile saz non aveva uno scopo illustrativo diretto, e potrebbe quindi essere descritto come lirico. Le sue opere sono fantastiche e virtuosistiche dimostrazioni di tecnica attraverso l'uso del saz qalami, o penna di canna, che ha dato il nome a questo gruppo di opere. Lo stile Saz è rappresentato da due distinti gruppi di prodotti artistici. Il primo "consiste in disegni di album, miniature di libri e altre opere su carta; il secondo, derivato da queste immagini di carta, include nella pratica tutte le forme di arte decorativa ottomana, dalla rilegatura di libri attraverso tessuti, tappeti, lavori in metallo, sculture in pietra e ceramiche".
Lo stile Saz "in cui le creature mitiche derivate da fonti cinesi o islamiche si muovono attraverso una foresta incantata composta da fiori compositi di grandi dimensioni e foglie piumate, presenta dei paralleli nell'arte delle corti Ak Koyunlu e Safavide a Tabriz". Non è un caso che due artisti nominati ad esso associati, Şahkulu e Veli Can, arrivino entrambi rispettivamente a Istanbul da Tabriz, nel 1520 e 1580 circa. Şahkulu svolse un ruolo importante nella formazione dello stile saz, mentre Veli Can prende parte alla sua fase successiva. Secondo Walter B. Denny c'è una grande differenza tra la fase iniziale e quella successiva dello stile saz. La chiarezza, la spontaneità e le qualità quasi spericolate dei disegni antecedenti hanno lasciato il posto a una preoccupazione per la finitura, la consistenza e una composizione molto più equilibrata. Oltre all'ornamento saz, i disegni in stile saz utilizzavano molti altri motivi, spesso derivati dalla Cina, che formavano complesse composizioni di fogliame solitamente intrecciati con uccelli, animali e gruppi di nuvole. Per essi gli studiosi turchi usano il termine hatayi, o "alla maniera catai". Le creature mitologiche cinesi comprendono il drago, la fenice e il qilin, mentre altre, come il simurgh o peri (nelle fonti occidentali spesso chiamate angeli) sono prese in prestito dalla tradizione iraniana. Uno dei motivi specifici è anche la "foglia suicida", che, attorcigliata, si trafigge. Veli Can sembra essere principalmente interessato ai soggetti figurativi e, a eccezione delle figure delle peri, è associato a molte immagini di giovani uomini e donne.
Sebbene abbia avuto inizio durante il regno di Solimano (1520-1566), dal quale Şahkulu ricevette molti favori, lo stile saz raggiunse il suo apogeo sotto Murad III (1574-1595), come mostrato ad esempio in un album (muraqqa) compilato per il futuro sultano nel 1572-1573 (Österreich. Nbib., Cod. Misto. 313). Murad III fu il mecenate più importante dello stile e la sua morte nel 1595, accompagnata dal continuo deterioramento delle botteghe di corte in tempo di rivoluzione dei prezzi, ne determinò il declino. Dopo il 1600 lo stile saz cessò di essere importante, ma mostrò comunque una tenacia sorprendente. Poiché era diventato di fatto sinonimo dei giorni gloriosi dell'Impero ottomano, fu oggetto di consapevoli tentativi di rinascita, ad esempio nelle piastrelle del chiosco di Baghdad negli anni Trenta del Seicento o nelle decorazioni in legno dipinto del chiosco annesso alla Moschea della Valide nel 1663 circa. Innumerevoli rilegature e risguardi mantennero viva la tradizione fino al XIX secolo, e la sua ampia diffusione ha lasciato impronte diverse come le decorazioni della Sala di Aleppo (nel Museo di Arte Islamica di Berlino) o le "sete bizzarre" tessute a motivi in Francia all'inizio del Settecento.

## Galleria d'immagini

Alcuni esempi dello Stile Saz
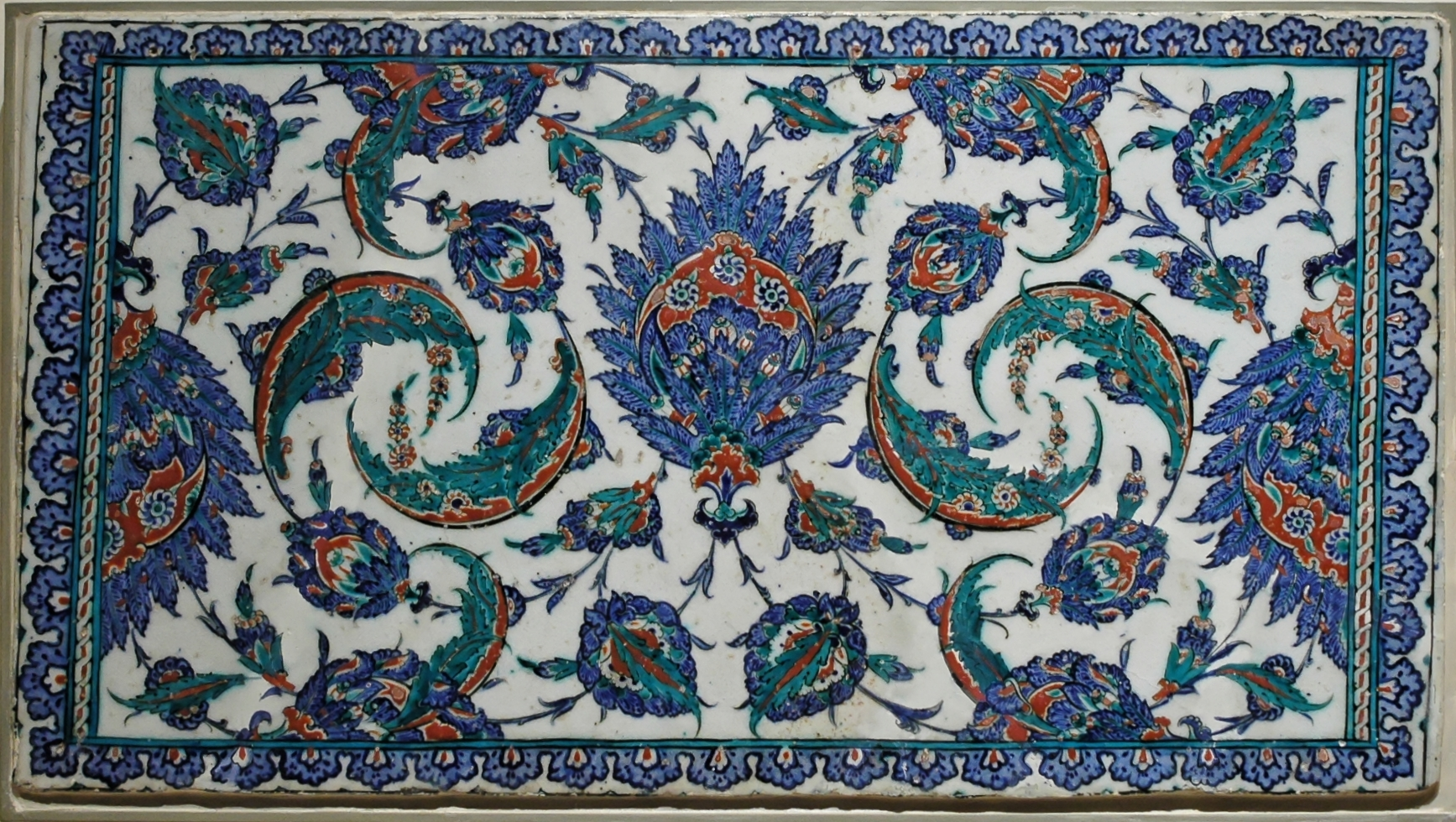
Pannello di rivestimento con decorazione saz, Museo del Louvre.
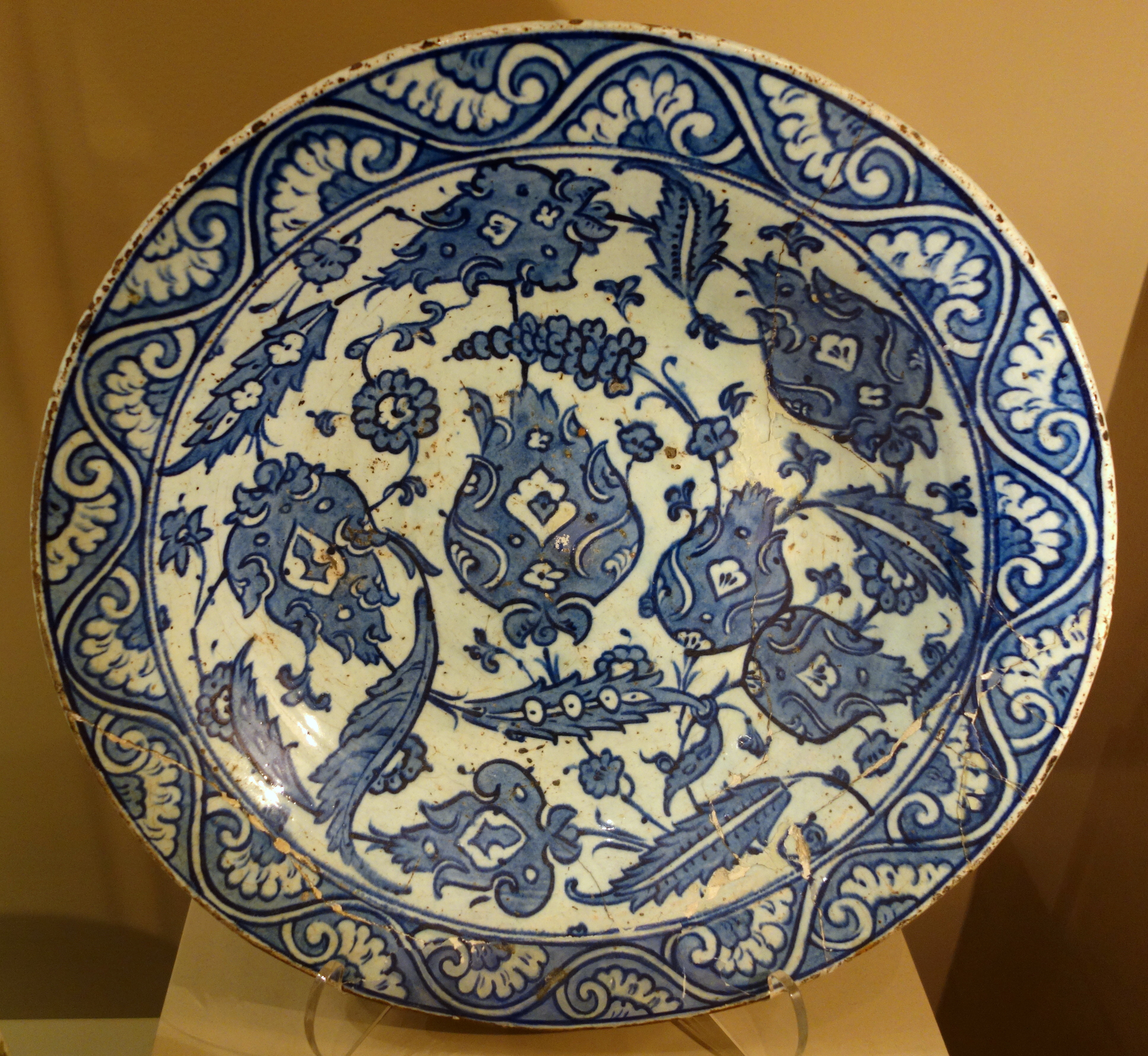
Piatto con fogli di stile saz, Huntington Museum of Art, Huntington, USA.
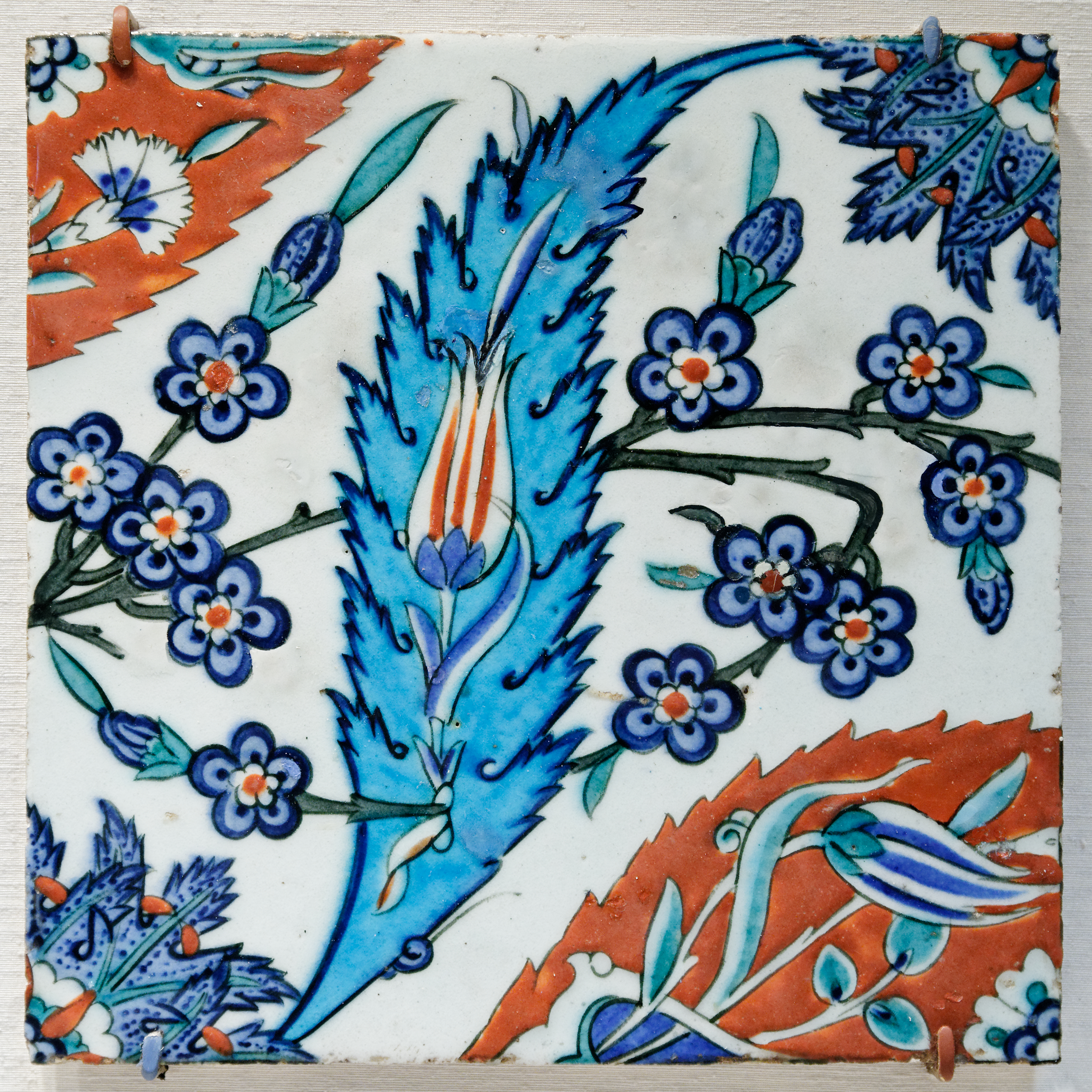
Piastrella con saz, tulipani e giacinti, Metropolitan Museum of Art.
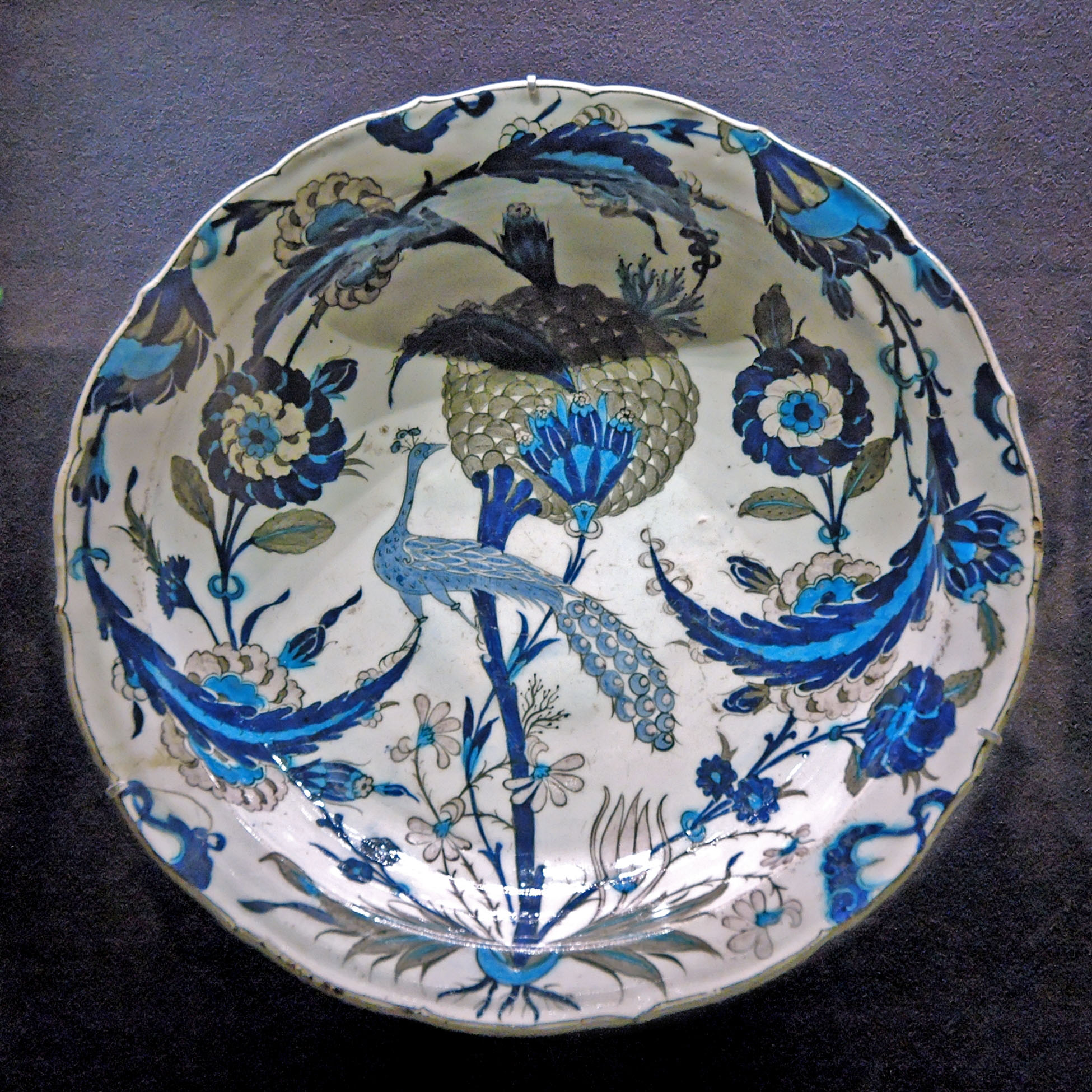
Piatto con pavone, museo del Louvre.
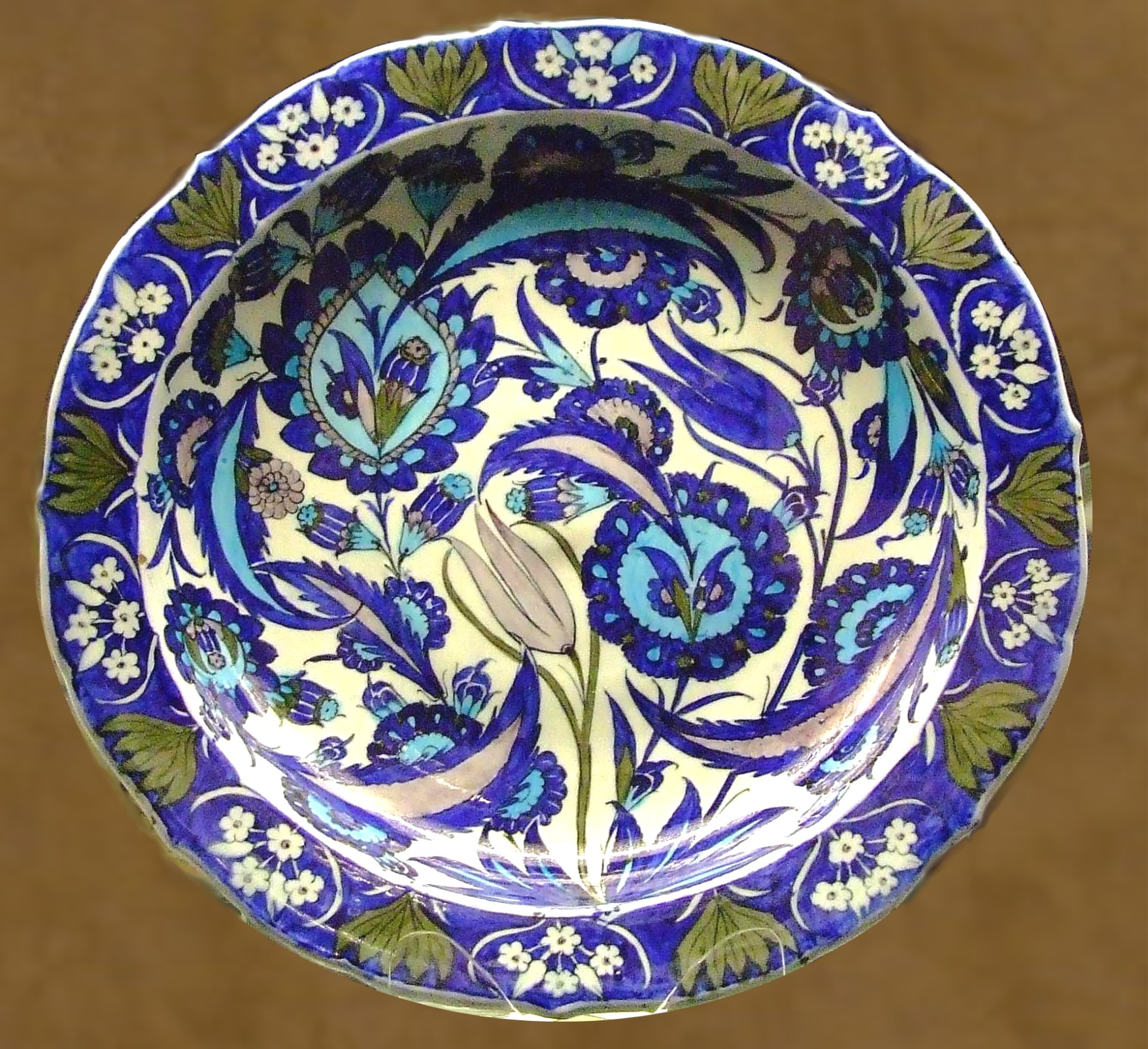
Piatto d'Iznik, British Museum, Londra.